# سیارک ۶۹۶۶
سیارک ۶۹۶۶ (به انگلیسی: 6966 Vietoris، نامگذاری:1991RD5) شش هزار و نهصد و شصت و ششمین سیارک کشف شده‌است که در ۱۳ سپتامبر ۱۹۹۱ کشف شد.
قدر مطلق سیارک برابر ۱۴٫۹۰ است.